# Longa Marcha 2 (família de foguetes)

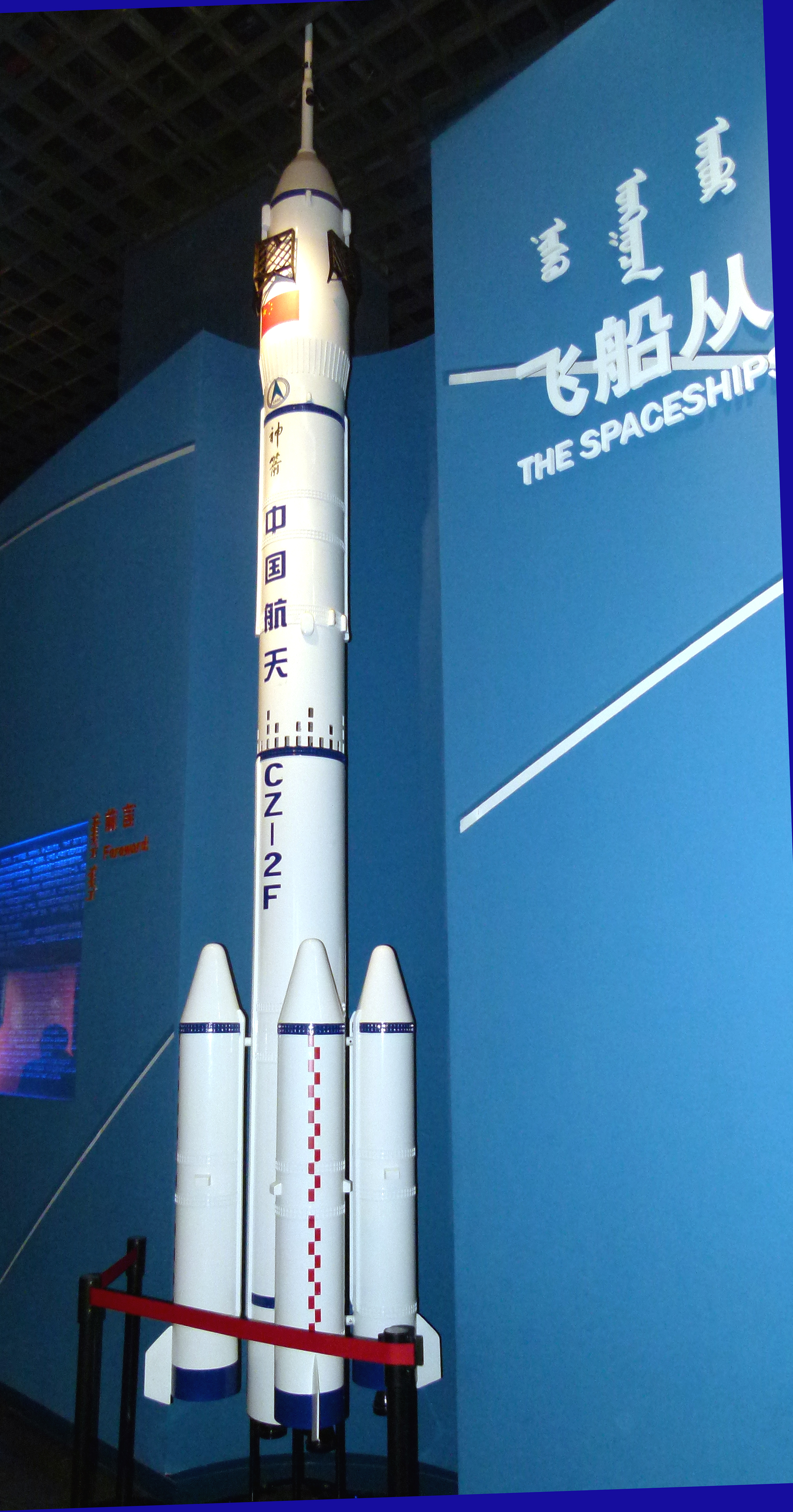
Um foguete Longa Marcha 2F

A Família foguete Longa Marcha 2 ou Chang Zheng 2 em chinês pinyin é um sistema de lançamento descartável operado pela República Popular da China.

## Especificações
| Modelo          | Estágios                     | Comprimento (m)        | Max. diâmetro (m) | Massa (t) | Empuxo (kN) | Carga (LEO, kg) |
| --------------- | ---------------------------- | ---------------------- | ----------------- | --------- | ----------- | --------------- |
| Longa Marcha 2  | 2                            | 31.170                 | 3.35              | 190       | 2786        | 1800            |
| Longa Marcha 2C | 2                            | 35.15                  | 3.35              | 192       | 2786        | 2400            |
| Longa Marcha 2D | 2                            | 33.667 (Sem blindagem) | 3.35              | 232       | 2962        | 3100            |
| Longa Marcha 2E | 2 (mais 4 Strap-on boosters) | 49.686                 | 7.85              | 462       | 5923        | 9200            |
| Longa Marcha 2F | 2 (mais 4 Strap-on boosters) | 62                     | 7.85              | 464       | 6512        | 8400            |